# 森舞扇
森 舞扇（もり まいせん）は、日本の書家。書道家。千葉県千葉市稲毛区にて書道教室運営。日本国内だけでなく、海外の美術展にも出品を行う国際的書家。

- 毎日書道展審査会員
- 書道芸術院審査会員常任総務
- 現代女流書家100人展出品作家
- 千葉県書道協会総務
- 日本詩文書作家協会評議員
- 白扇書道会常任理事
- 舞扇書道会主宰

## 書歴・経歴
小学校6年より種谷扇舟に教えを受ける。東京学藝大学書道科卒業。田邊古邨、伊藤参州、續木湖山に教えを受ける。
- 1956年 - 種谷扇舟に師事
- 1966年 - 東京学藝大学 学芸部 書道科 卒業。伊東参州、續木湖山に師事
- 1967年 - 第19回毎日書道展毎日賞受賞
- 1982年 - ドイツ ハンブルクにて個展
- 1985年 - 第37回毎日書道展会員賞受賞
- 1986年 - 毎日書道展近代詩文書部審査会員
- 1997年 - 銀座「中央美術画廊」にて二人展（最首 翆風）
- 2004年 - 千葉市稲毛区天台システムテクニカにて個展
- 2006年 - 台北市「秋刀魚芸術中心ギャラリー」にて個展、NHK学園通信教育高等学校教師就任
- 2008年 - 京都国際交流会館にてドイツのピアニスト、ベック高野と書のコラボレーション
- 2011年、2012年、2014年 - 西千葉「街角ギャラリーどち」にて個展

## 関連書籍
- 書はファッション 六三四同印刷株式会社